# 프란체스코 바릴리

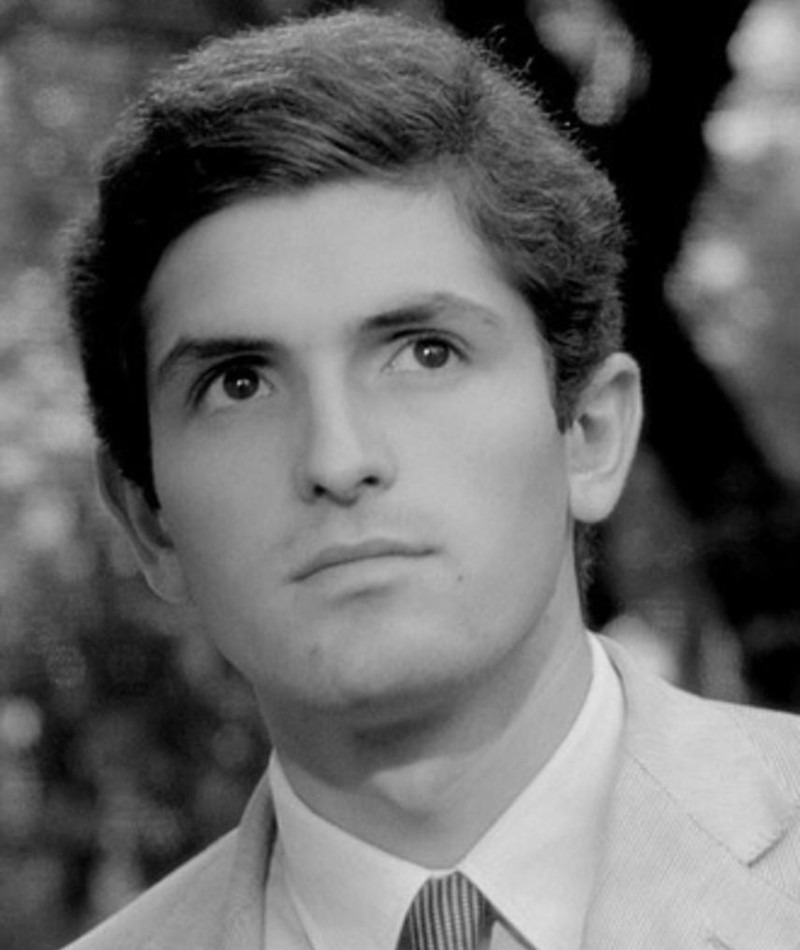

프란체스코 바릴리(Francesco Barilli, 1943년 2월 4일 ~ )는 이탈리아의 영화 감독, 각본가, 화가, 영화배우, 텔레비전 배우이다.
파르마에서 태어났다.

## 영화
- 돈 조반니 (2009년) - 프리트 역
- 솔리테르 (2008년)
- 익스페셜리 온 선데이 (1991년)
- 더 맨 프롬 더 딥 리버 (1972년)
- 혁명전야 (1964년)